# هيو بومان
هيو بومان (بالإنجليزية: Hugh Bowman)‏ هو فارس أسترالي، ولد في 14 يوليو 1980.